# Jack Rodwell
Jack Christian Rodwell (Southport, 11 maart 1991) is een Engels voetballer die doorgaans als verdedigende middenvelder speelt. Hij tekende in november 2021 een contract voor een half seizoen bij Western Sydney Wanderers. Rodwell debuteerde in 2011 in het Engels voetbalelftal.

## Clubcarrière

### Everton
Rodwell werd in 1998 opgenomen in de jeugdopleiding van Everton. Hij debuteerde op 20 december 2007 in het eerste team daarvan in een wedstrijd om de UEFA Cup tegen AZ. Hij was toen zestien jaar en 284 dagen en daarmee de jongste speler die ooit voor Everton speelde in Europees verband.
Rodwell debuteerde in maart 2008 ook in competitieverband voor Everton. In een met 1-0 gewonnen wedstrijd tegen Sunderland verving hij Tim Cahill die dag. Na zes jaar in het tweede team, tekende Rodwell op 17 maart 2010 zijn eerste profcontract bij Everton. In februari 2009 maakte hij zijn eerste doelpunt voor de club, in een wedstrijd om de FA Cup tegen Aston Villa. Met Everton stond hij op 30 mei 2009 (als bankzitter) in de finale van de strijd om de FA Cup. Daarin verloor de ploeg van trainer-coach David Moyes met 2-1 van Chelsea door goals van Didier Drogba en Frank Lampard.

### Manchester City
Op 12 augustus 2012 tekende Rodwell voor Manchester City. Het transferbedrag werd niet bekendgemaakt, maar werd geschat op zo'n 15 miljoen euro. Zeven dagen later maakte hij zijn debuut voor de club in een met 3-2 gewonnen thuiswedstrijd tegen Sunderland. Tussen oktober 2012 en januari 2013 stond hij aan de kant met een bovenbeenblessure. Rodwell concurreerde bij Manchester voor een plek op het het middenveld met Javi García, Gareth Barry, Yaya Touré en James Milner. Op 19 mei 2013, de laatste speeldag van het seizoen 2012-2013, scoorde hij twee doelpunten tegen Norwich City. Desondanks verloor Manchester City de wedstrijd met 2-3, na doelpunten van Anthony Pilkington, Grant Holt en Jonathan Howson.

## Cluboverzicht
| Seizoen                    | Club                       | Competitie     | Weds | Goals |
| -------------------------- | -------------------------- | -------------- | ---- | ----- |
| 2007/08                    | Everton                    | Premier League | 2    | 0     |
| 2008/09                    | Everton                    | Premier League | 19   | 0     |
| 2009/10                    | Everton                    | Premier League | 26   | 2     |
| 2010/11                    | Everton                    | Premier League | 24   | 0     |
| 2011/12                    | Everton                    | Premier League | 14   | 2     |
| 2012/13                    | Manchester City            | Premier League | 11   | 2     |
| 2013/14                    | Manchester City            | Premier League | 5    | 0     |
| 2014/15                    | Sunderland                 | Premier League | 23   | 3     |
| 2015/16                    | Sunderland                 | Premier League | 22   | 1     |
| 2016/17                    | Sunderland                 | Premier League | 20   | 0     |
| 2017/18                    | Sunderland                 | Championship   | 2    | 1     |
| 2018/19                    | Blackburn Rovers           | Championship   | 10   | 0     |
| Bijgewerkt tot 2 juli 2018 | Bijgewerkt tot 2 juli 2018 | Totaal         | 168  | 11    |

## Internationaal
Rodwell kwam zowel uit voor zowel Engeland -16, Engeland -17, Engeland -19, Engeland -21. In maart 2009 speelde hij zijn eerste wedstrijd voor Engeland -21, tegen Frankrijk. Met dit elftal plaatste hij zich voor het EK voor beloftes in 2013 in Israël.
Rodwell debuteerde in november 2011 voor het Engels national team, op Wembley. In een vriendschappelijke wedstrijd verving hij mocht hij in de 56e minuut Phil Jones. Drie dagen later stond hij in de basis tijdens een oefeninterland tegen Zweden. Engeland won beide wedstrijden met 1-0.
| Interlands van Jack Rodwell    | Interlands van Jack Rodwell | Interlands van Jack Rodwell | Interlands van Jack Rodwell | Interlands van Jack Rodwell  | Interlands van Jack Rodwell | Interlands van Jack Rodwell |
| №                              | Datum                       | Wedstrijd                   | Uitslag                     | Soort wedstrijd              | Doelpunten                  | Assists                     |
| Als speler bij Everton         | Als speler bij Everton      | Als speler bij Everton      | Als speler bij Everton      | Als speler bij Everton       | Als speler bij Everton      | Als speler bij Everton      |
| ------------------------------ | --------------------------- | --------------------------- | --------------------------- | ---------------------------- | --------------------------- | --------------------------- |
| 1.                             | 12.11.2011                  | Engeland – Spanje           | 1-0                         | Vriendschappelijke wedstrijd | 0                           | 0                           |
| 2.                             | 15.11.2011                  | Engeland – Zweden           | 1-0                         | Vriendschappelijke wedstrijd | 0                           | 0                           |
| Als speler bij Manchester City |                             |                             |                             |                              |                             |                             |
| 3.                             | 02.06.2013                  | Brazilië – Engeland         | 2-2                         | Vriendschappelijke wedstrijd | 0                           | 0                           |

Bijgewerkt t/m 15 juni 2013

## Erelijst
| Kampioen Premier League | 1x | 2013/14 |
| League Cup              | 1x | 2013/14 |